# Sarah Soliman
Pour les articles homonymes, voir Soliman.
Sarah Soliman, née le 15 avril 2004, est une nageuse égyptienne.

## Carrière
Sarah Soliman est médaillée d'argent du 4 × 100 m quatre nages et médaillée de bronze du 100 mètres brasse aux Jeux africains de 2019.
Elle remporte aux Championnats d'Afrique de natation 2021 à Accra la médaille d'argent du 50 mètres brasse<. Elle dispute également les courses juniors dans cette compétition, remportant également l'argent sur 50 mètres brasse.